# Ропчиці (гміна)
Гміна Ропчице (пол. Gmina Ropczyce) — місько-сільська гміна у східній Польщі. Належить до Ропчицько-Сендзішовського повіту Підкарпатського воєводства.
Станом на 31 грудня 2011 у гміні проживало 26778 осіб.

## Територія
Згідно з даними за 2007 рік площа гміни становила 138.99 км², у тому числі:
- орні землі: 73.00%
- ліси: 16.00%

Таким чином, площа гміни становить 25.32% площі повіту.

## Населення
Станом на 31 грудня 2011:
| Опис     | Загалом | Загалом | Чоловіки | Чоловіки | Жінки | Жінки |
| -------- | ------- | ------- | -------- | -------- | ----- | ----- |
| одиниця  | осіб    | %       | осіб     | %        | осіб  | %     |
| все      | 26778   | 100     | 13238    | 49.44    | 13540 | 50.56 |
| міське   | 15599   | 100     | 7655     | 49.07    | 7944  | 50.93 |
| сільське | 11179   | 100     | 5583     | 49.94    | 5596  | 50.06 |

## Адміністративний поділ
Місто
- Ропчице

Солтиства
- Березівка
- Гнойниця
- Любзина
- Лучки Кухарські
- Мала
- Недзьвяда
- Оконін

## Сусідні гміни
Гміна Ропчице межує з такими гмінами: Вельополе-Скшинське, Дембиця, Острув, Сендзішув-Малопольський.